# Rinorea soyauxii
Rinorea soyauxii är en violväxtart som beskrevs av M. Brandt. Rinorea soyauxii ingår i släktet Rinorea och familjen violväxter. Inga underarter finns listade i Catalogue of Life.